# St. Mauritius in Moritzing

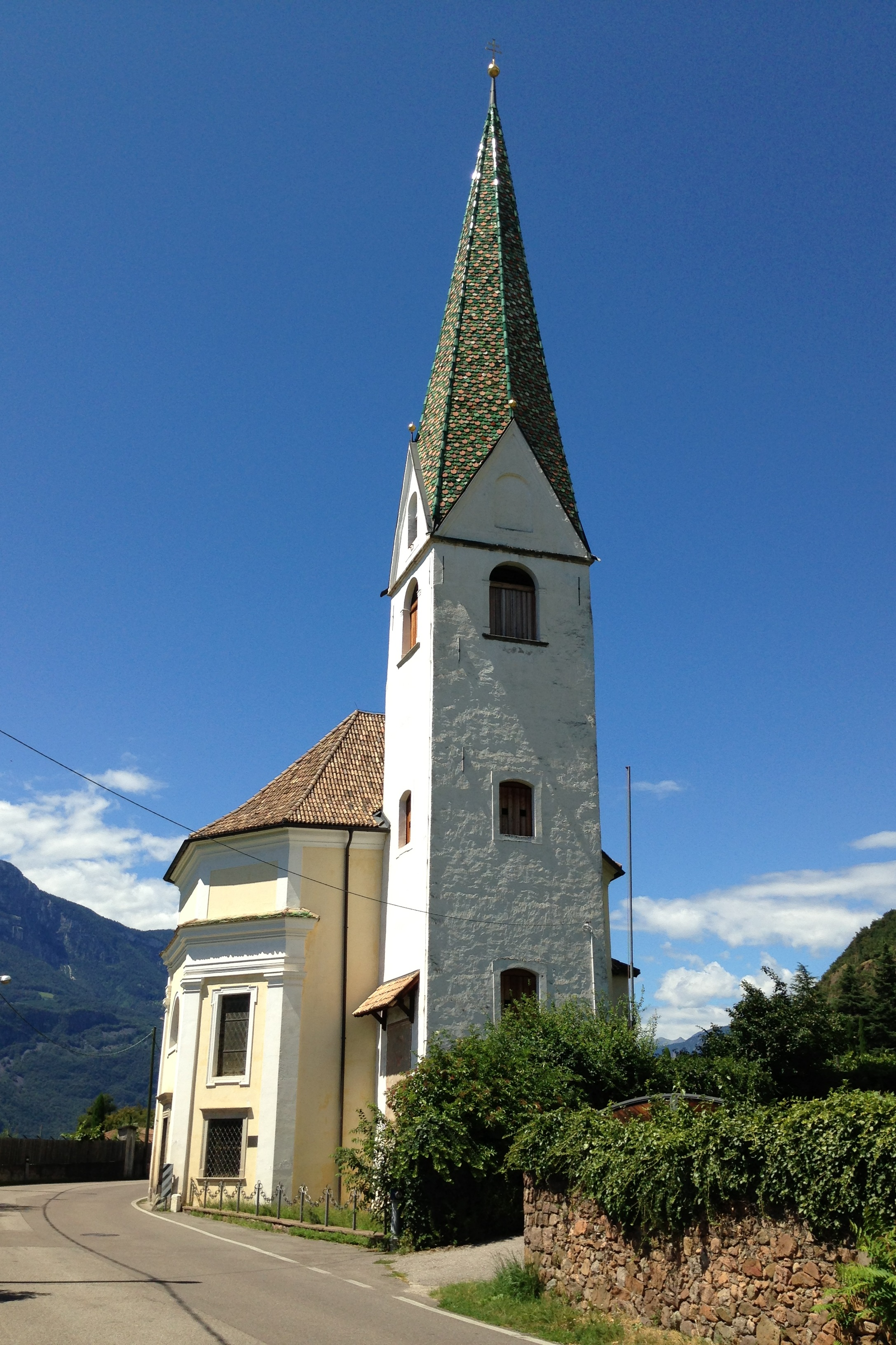
St. Mauritius in Moritzing von Osten

St. Mauritius in Moritzing ist ein Südtiroler Kirchenbau in Gries, einem Stadtteil von Bozen. Die Kirche befindet sich in leicht erhöhter Talrandlange in Moritzing neben dem historischen Anreiterhof und gegenüber dem Regionalkrankenhaus Bozen.
Die Kirche wird ersturkundlich im Jahr 1242 im Register des Bozner Notars Jakob Haas als „ecclesia sancti Maurici“ genannt. Im Jahr 1427 ist die deutsche Bezeichnung „zu sand Mauricien“ bezeugt. Die älteren, heute abgegangenen Namen für das Ortsried Moritzing waren Russan und Haimgarten.
Aus der Zeit um 1300 stammen der um 1656 umgebaute Chorturm mit Rundbogenschallfenstern und achteckigem Spitzhelm sowie die angebaute Rundapsis. Der Kirchenraum ist ein kunstvoll variierter Achteckbau mit oblongem Innenraum, achteckiger Flachkuppel und Viereckportal. Er wurde 1736 von Baumeister Josef Delai ausgeführt und 1738 geweiht.
Am Turm befindet sich ein Wandgemälde des Hl. Christoph, ausgeführt vom sog. Bozner Meister um 1380. In der Apsis sind aus derselben Zeit Freskierungen mit dem Schmerzensmann zwischen Maria und Johannes, sechs Aposteln und den Resten eines Pelzbehanges am Sockel erhalten. Im ehemaligen Langhaus sind weitere Apostel, Heilige und ein Sternenhimmel erhalten, die dem Meister der Urbanslegende der Bozner Marienpfarrkirche zugeschrieben werden und aus der Zeit um 1370/80 stammen.
Aus den Jahren 1596 bis 1807 sind 72 Rechnungsbücher von St. Mauritius im Stadtarchiv Bozen überliefert (Hss. 1003–1075), die von den jeweiligen Kirchpröpsten geführt wurden.
Die Kirche wurde 1977 unter Denkmalschutz gestellt.